# 海淀五園
海淀五園是指北京西北部的清代皇家園林群。在萬壽山、香山和玉泉山三座山上，分別建有靜宜園(位於現香山公園內)、靜明園、清漪園(現頤和園)，還有附近的暢春園和圓明園合稱五園。

## 暢春園
位於圓明園之南（现北大、清华一带），在1691年（康熙二十九年）建成。

## 圓明園
始建于1709年，前后经过151年建成。全盛时占地5200多亩，是康熙皇帝赐给皇四子胤祯（雍正）的“赐園”。
圆明园有四十景，分别是 ：
1. 正大光明；正大光明殿位于寿山之前，是圆明园的主殿；
2. 勤政亲贤；
3. 九州清晏；这个建筑群是圆明园中规模最大的建筑群之于一，它的南面是前湖，北面有后湖，在正大光明殿建成之前这里的圆明园殿就是圆明园的正殿。康熙在1709年书写“圆明”二字匾额，标志着圆明园历史的开始；
4. 镂月开云；又称牡丹台，康熙，雍正，乾隆三个皇帝当年曾一起在这里赏牡丹，在封建时代这里被看作是“太平盛世”的象征
5. 天然图画
6. 碧桐书院
7. 慈云普护
8. 上下天光；为两层楼阁，可观后湖全景，名字源于《岳阳楼记》“上下天光，一碧万顷”
9. 杏花春馆
10. 坦坦荡荡；取自《易经》“履道坦坦”和《尚书》“王者荡荡”，以方形鱼池为主景，仿了杭州的“玉泉鱼跃”
11. 茹古涵今
12. 长春仙馆
13. 万方安和；其建筑平面是中国建筑中仅见的一个特例
14. 武陵春色；摹写了陶渊明《桃花源记》的艺术意境，乾隆少时曾在这儿读书
15. 山高水长
16. 月地云居
17. 鸿慈永祜；又名安佑宫，规模宏大，布局严谨，规模高于正大光明殿，北大校园和北图庭院中各树立的一对华表和颐和园东宫门前的陛石是这里的旧物
18. 汇芳书院
19. 日天琳雨
20. 澹泊宁静
21. 映水兰香
22. 水木明瑟
23. 濂溪乐处；圆明园中最大的园中园，约七十五亩
24. 多稼如云
25. 鱼跃鸢飞
26. 北远山村；又称课农轩
27. 西峰秀色
28. 四宜书屋；又称安澜园，仿了海宁的安澜堂
29. 方壶胜景；其中的西部小园仿杭州的三潭印月
30. 澡身浴德
31. 平湖秋月；仿杭州平湖秋月，面对福海
32. 蓬岛瑶台
33. 接秀山房
34. 别有洞天
35. 夹镜鸣琴；在福海南岸
36. 涵虚朗鉴；又称雷峰夕照
37. 廓然大公；又名双鹤亭
38. 坐石临流；包括坐石临流，同乐园，买卖街，舍卫城和点兰亭
39. 曲院风荷
40. 洞天深处

## 清漪園
最后兴建的一座园林，始建于1750年(乾隆十五年)，1764年(乾隆二十九年)建成，占地約4400亩。

## 靜宜園
静宜园于乾隆十年（1745年），建成，后毁于英法联军和八国联军。現香山公园。

## 靜明園
1680年(康熙十九年)在此建行宫，初名澄心園，后为静明園。位于西山东麓，颐和園西侧。又称玉泉山。